# Semiperímetro
Semiperímetro é a medida da metade do perímetro de uma figura geométrica. Costuma ser representada pela letra "S" (maiúsculo), enquanto o perímetro completo é representado por "P". O semiperímetro para um triângulo pode ser formulado conforme a equação a seguir:
{\displaystyle S={\frac {a+b+c}{2}}}
É utilizado na fórmula de Heron para o cálculo da área de um triângulo e no cálculo da área de um polígono regular.
Nas figuras geométricas, o semiperímetro é descoberto somando-se os lados e dividindo o resultado pela metade.